# Congy
Congy est une commune française, située dans le département de la Marne en région Grand Est.

## Géographie

### Localisation
Congy se trouve au sud-ouest du département de la Marne, en région Grand Est. La commune appartient à la région agricole de la Brie champenoise.
La commune de Congy s'étend sur une superficie de 1 747 hectares. Sur son territoire, l'altitude varie de 142 à 237 mètres. Le village de Congy se trouve sur le versant est de la Côte d'Île-de-France, occupé par le vignoble de Champagne, face à la montagne de Toulon. Entre ces deux massifs, au sud-est de la commune, s'écoule le ruisseau de Cubersault qui alimentait autrefois l'étang de Chènevry asséché.
Au-dessus du village, le plateau est boisé (bois de Berlin au nord-est et bois de Troncenord au sud). À l'ouest, l'étang des Loups est entouré de terres agricoles. Au nord de la route départementale 933 (ancienne route nationale 33), on trouve enfin le point culminant de la commune et les bois des Forts et de la Grande Laye.
Par la route, Congy se situe à 43 km de Châlons-en-Champagne, préfecture, à 30 km d'Épernay, sous-préfecture, et à 34 km de Dormans, bureau centralisateur du canton de Dormans-Paysages de Champagne dont dépend Congy depuis 2015. La commune fait en outre partie du bassin de vie d'Épernay.
Congy est limitrophe de 8 communes :
| La Caure, Champaubert | Montmort-Lucy    | Étoges                    |
| Baye                  | Congy            | Fèrebrianges, Vert-Toulon |
| Villevenard           | Vers Courjeonnet | Coizard-Joches            |

### Hydrographie

#### Réseau hydrographique
La commune est dans la région hydrographique « la Seine de sa source au confluent de l'Oise (exclu) » au sein du bassin Seine-Normandie. Elle est drainée par le Fossé 01 de la Mousseronnière, le Fossé 01 du Bois de la Grande Laye, le ruisseau de Cubersault et le ruisseau des Mardelles,.
Deux plans d'eau complètent le réseau hydrographique : l'étang des Loups (3,9 ha) et l'étang du Lory (0,4 ha),.

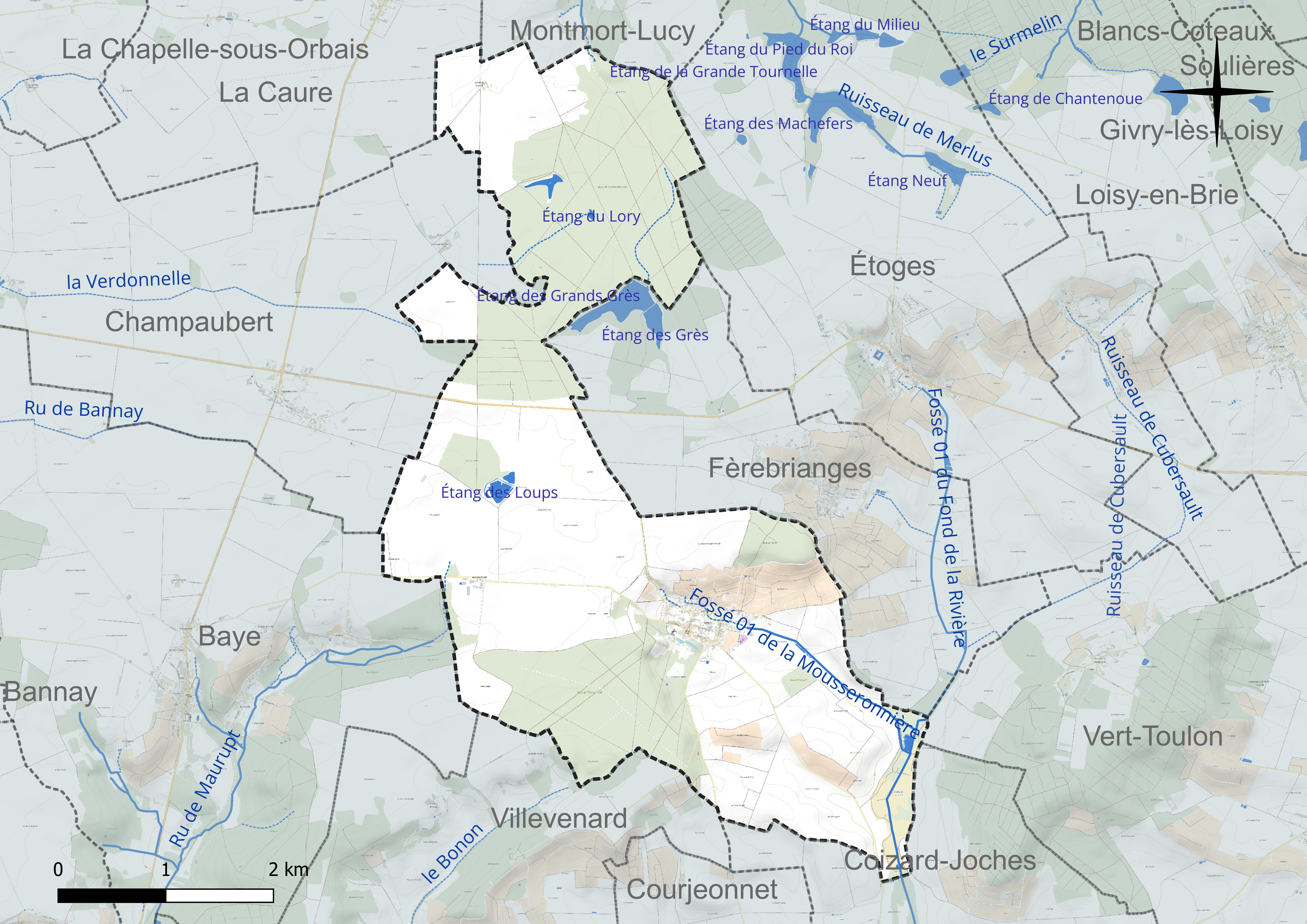
Réseau hydrographique de Congy.

#### Gestion et qualité des eaux
Le territoire communal est couvert par le schéma d'aménagement et de gestion des eaux (SAGE) « Petit et Grand Morin ». Ce document de planification concerne le territoire des bassins versants du Petit Morin (630 km2) et du Grand Morin (1 185 km2) et se répartit sur trois départements (la Marne, l'Aisne et la Seine-et-Marne). Il a été approuvé le 21 octobre 2016. La structure porteuse de l'élaboration et de la mise en œuvre est le Syndicat mixte d'aménagement et de gestion des eaux (SMAGE) - EPAGE.
La qualité des cours d’eau peut être consultée sur un site dédié géré par les agences de l’eau et l’Agence française pour la biodiversité.

### Climat
Pour des articles plus généraux, voir Climat du Grand Est et Climat de la Marne.
En 2010, le climat de la commune est de type climat océanique dégradé des plaines du Centre et du Nord, selon une étude du Centre national de la recherche scientifique s'appuyant sur une série de données couvrant la période 1971-2000. En 2020, Météo-France publie une typologie des climats de la France métropolitaine dans laquelle la commune est exposée à un climat océanique altéré et est dans la région climatique  Nord-est du bassin Parisien, caractérisée par un ensoleillement médiocre, une pluviométrie moyenne régulièrement répartie au cours de l’année et un hiver froid (3 °C).
Pour la période 1971-2000, la température annuelle moyenne est de 10,6 °C, avec une amplitude thermique annuelle de 16,1 °C. Le cumul annuel moyen de précipitations est de 793 mm, avec 12,1 jours de précipitations en janvier et 8,1 jours en juillet. Pour la période 1991-2020, la température moyenne annuelle observée sur la station météorologique de Météo-France la plus proche, « Chouilly », sur la commune de Chouilly à 23 km à vol d'oiseau, est de 11,4 °C et le cumul annuel moyen de précipitations est de 668,9 mm. 
La température maximale relevée sur cette station est de 40,3 °C, atteinte le 25 juillet 2019 ; la température minimale est de −12,3 °C, atteinte le 5 février 2012,,.
Les paramètres climatiques de la commune ont été estimés pour le milieu du siècle (2041-2070) selon différents scénarios d'émission de gaz à effet de serre à partir des nouvelles projections climatiques de référence DRIAS-2020. Ils sont consultables sur un site dédié publié par Météo-France en novembre 2022.

### Milieux naturels et biodiversité
L'Inventaire national du patrimoine naturel (INPN) recense 382 espèces sur le territoire de la commune, dont 30 espèces protégées et 10 espèces menacées. Congy compte deux zones naturelles d'intérêt écologique, faunistique et floristique (ZNIEFF) de type I.
La ZNIEFF des « étangs et bois de la Grande Laye au nord-ouest d'Étoges », principalement située sur le territoire de Congy au nord de la commune, comprend sur environ 430 hectares des forêts typiques de la Brie champenoise. Ces forêts sont dominées par la chênaie-charmaie mésotrophe, complétée par l'aulnaie-frênaie ainsi que, à proximité de ses étangs, l'aulnaie à Carex elongata (rare dans la marne) et la saulaie. Ses zones humides abritent de nombreux végétaux rares et protégés ainsi qu'une quarantaine d'espèces d'oiseaux.
Au sud-est, au niveau de l'ancien étang de Chènevry, se trouve la ZNIEFF « les marais de Saint-Gond ». La ZNIEFF s'étend sur environ 3 200 hectares et 13 communes marnaises, dont Congy. Dans la vallée du Petit Morin, elle accueille des tourbières alcalines particulièrement importantes du point de vue environnemental. En matière de flore, 43 espèces rares ou protégées y sont présentes. En matière de faune, le site est particulièrement favorable aux amphibiens, aux lépidoptères, aux odonates et aux oiseaux.

## Urbanisme

### Typologie
Au 1er janvier 2024, Congy est catégorisée commune rurale à habitat dispersé, selon la nouvelle grille communale de densité à sept niveaux définie par l'Insee en 2022.
Elle est située hors unité urbaine et hors attraction des villes,.

### Occupation des sols
L'occupation des sols de la commune, telle qu'elle ressort de la base de données européenne d’occupation biophysique des sols Corine Land Cover (CLC), est marquée par l'importance des territoires agricoles (60,8 % en 2018), une proportion sensiblement équivalente à celle de 1990 (61,1 %). La répartition détaillée en 2018 est la suivante : terres arables (55,5 %), forêts (30,9 %), milieux à végétation arbustive et/ou herbacée (4,3 %), cultures permanentes (3,7 %), zones humides intérieures (2,1 %), zones urbanisées (1,9 %), prairies (1,6 %).
L'évolution de l’occupation des sols de la commune et de ses infrastructures peut être observée sur les différentes représentations cartographiques du territoire : la carte de Cassini (XVIIIe siècle), la carte d'état-major (1820-1866) et les cartes ou photos aériennes de l'IGN pour la période actuelle (1950 à aujourd'hui).

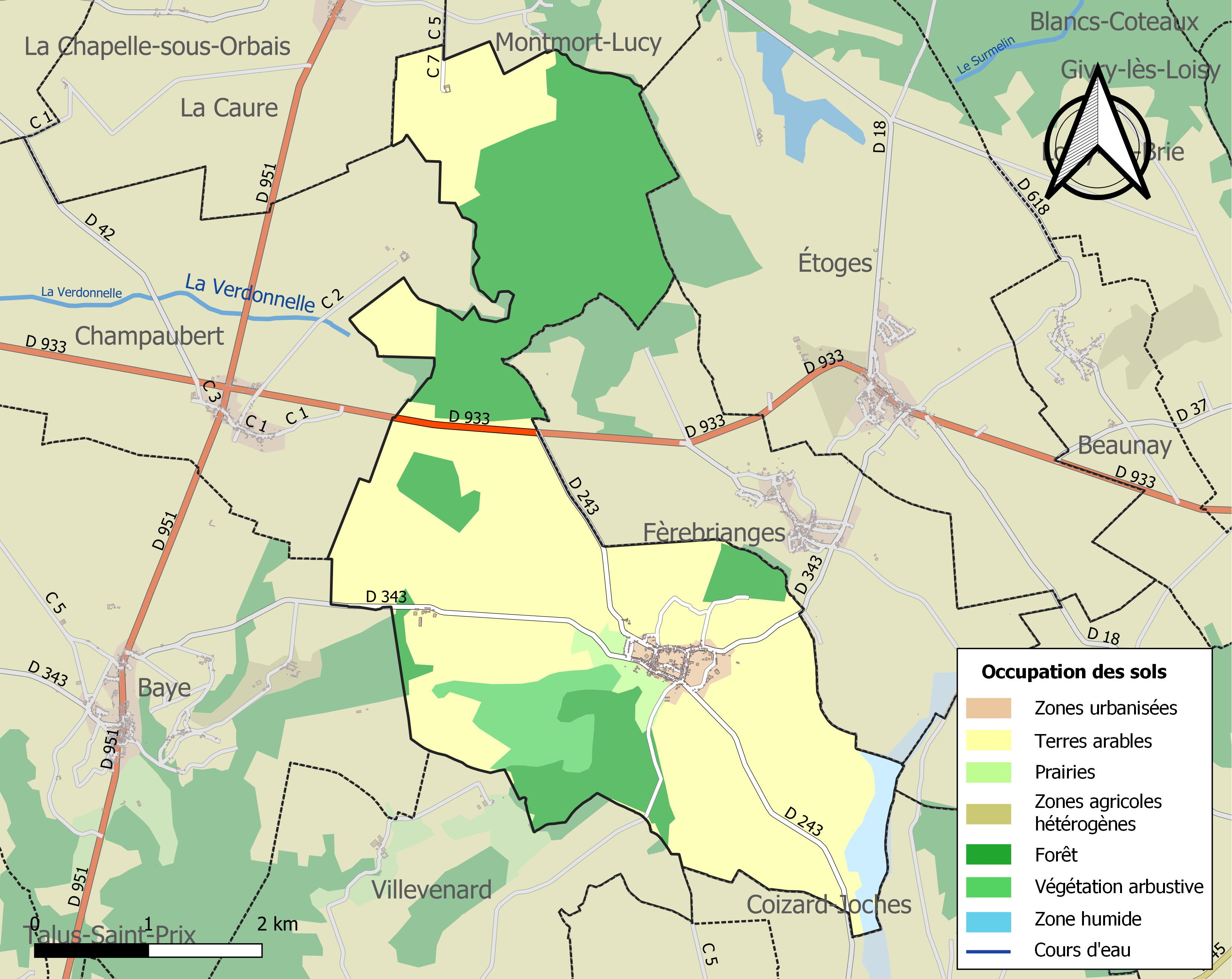
Carte des infrastructures et de l'occupation des sols de la commune en 2018 (CLC).

### Lieux-dits, hameaux et écarts
Outre le village de Congy, la commune comprend les écarts de Cense Rouge (à l'ouest) et la Grange Laurent (à l'extrémité nord).

### Habitat et logement
En 2021, Congy compte 147 logements. Ces logements sont à 97 % des maisons. En raison de la prévalence des maisons, les résidences principales de Congy disposent en moyenne de 4,9 pièces.
Le tableau ci-dessous présente une comparaison de quelques indicateurs chiffrés du logement pour Congy, la communauté de communes des Paysages de la Champagne (CCPC), le département de la Marne et la France entière :
|                                                            | Congy | CCPC   | Marne   | France     |
| ---------------------------------------------------------- | ----- | ------ | ------- | ---------- |
| Ensemble des logements                                     | 147   | 11 470 | 300 919 | 37 155 918 |
| Part des résidences principales (en %)                     | 74,4  | 80,9   | 87,5    | 82,2       |
| Part des résidences secondaires (en %)                     | 10,5  | 5,8    | 3,4     | 9,7        |
| Part des logements vacants (en %)                          | 15,1  | 13,4   | 9,1     | 8,1        |
| Part des propriétaires de leur résidence principale (en %) | 73,1  | 76,4   | 52,2    | 57,5       |

À Congy, en 2021, 74,4 % des logements sont des résidences principales, 10,5 % des résidences secondaires et 15,1 % des logements vacants. Par ailleurs, 73,1 % des ménages sont propriétaires de leur résidence principale. Congy se démarque alors par un nombre supérieur à la moyenne de résidences secondaires et de logements vacants ainsi qu'une proportion de ménages propriétaires de leur résidence principale supérieur à la moyenne départementale et à la moyenne nationale.
Parmi les 109 résidences principales construites avant 2019, 17,6 % avaient été construites avant 1919, 12 % entre 1919 et 1945, 22,2 % entre 1946 et 1970, 31,5 % entre 1971 et 1990, 13 % entre 1991 et 2005 et 3,7 % entre 2006 et 2018.
Le tableau ci-dessous présente l'évolution du nombre de logements sur le territoire de la commune, par catégorie, depuis 1968 :
|                        | 1968 | 1975 | 1982 | 1990 | 1999 | 2010 | 2015 | 2021 |
| ---------------------- | ---- | ---- | ---- | ---- | ---- | ---- | ---- | ---- |
| Résidences principales | 117  | 114  | 116  | 120  | 116  | 113  | 107  | 109  |
| Résidences secondaires | 10   | 5    | 10   | 7    | 10   | 3    | 10   | 15   |
| Logements vacants      | 7    | 10   | 25   | 19   | 22   | 27   | 24   | 22   |
| Total                  | 134  | 129  | 151  | 146  | 148  | 142  | 140  | 147  |

### Voies de communication et transports
La route départementale 933 (ancienne route nationale 33) entre Montmirail et Châlons-en-Champagne passe au nord du territoire communal. Le village de Congy est relié à cet axe principal par la route départementale 243, qui part ensuite vers le sud en direction de Courjeonnet. Le village est également traversé par la route départementale 343, qui relie Congy à Baye et la D951 (ancienne N51) à l'ouest ainsi qu'à Fèrebrianges puis Etoges et la D933 au nord-est.

## Toponymie
Le nom de la localité est attesté sous les formes Congei (1131) ; Congeium (1168) ; Congeyum (1200) ; Congye (1209) ; Cungi (vers 1222) ; Congiacum (1249) ; Congi (vers 1252) ; Congey (1298).

## Histoire
Congy est habitée depuis le néolithique : il y a été trouvé deux menhirs et un ossuaire, situé à deux cents mètres à flanc de coteau, dans trois grottes à destination funéraire accompagnés de deux dolmens et plusieurs hypogées dont Emile Schmit a étudié plusieurs cranes trépanés. Il y avait aussi une nécropole mérovingienne, au lieu-dit les Chataigniers dont le mobilier en verre, les fibules, armes et objets sont déposés au musée de Châlons.

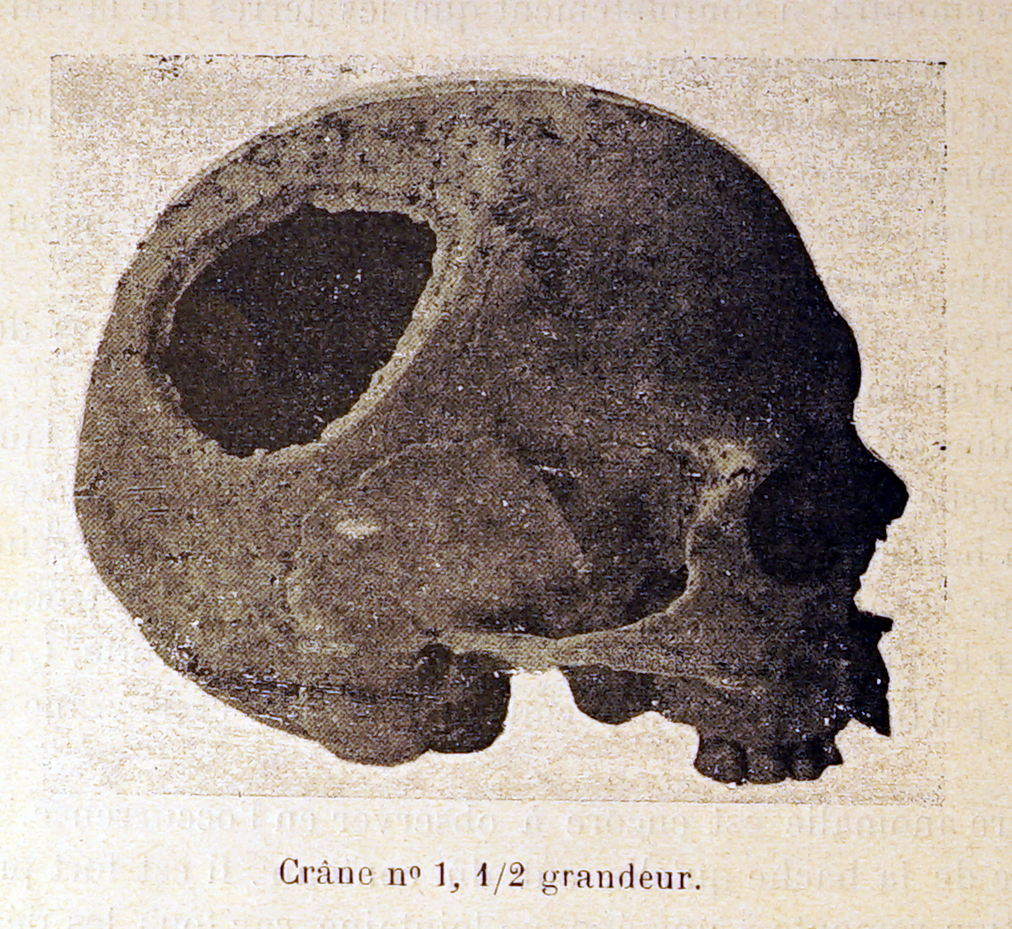
Cranes
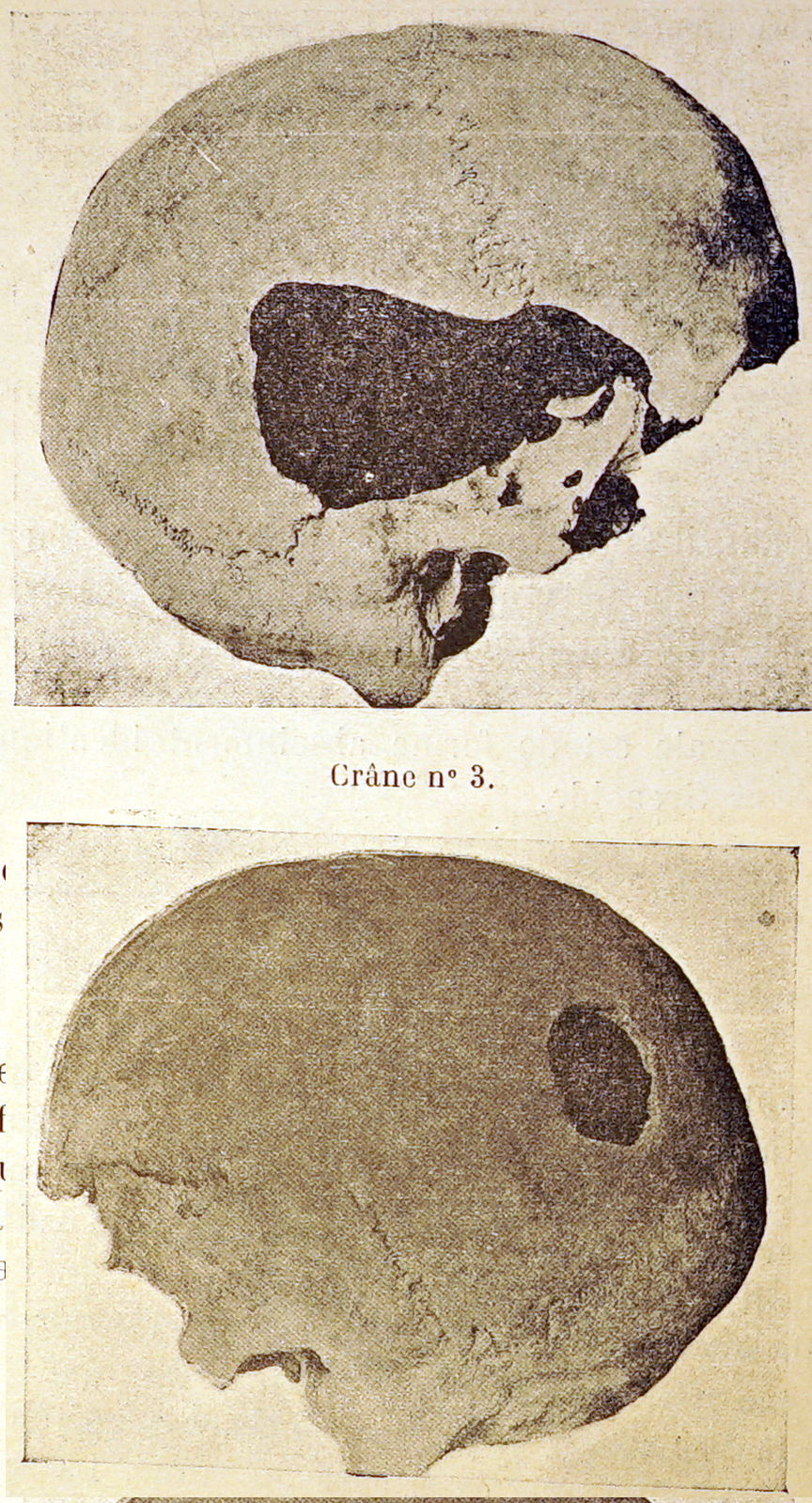
trépanés
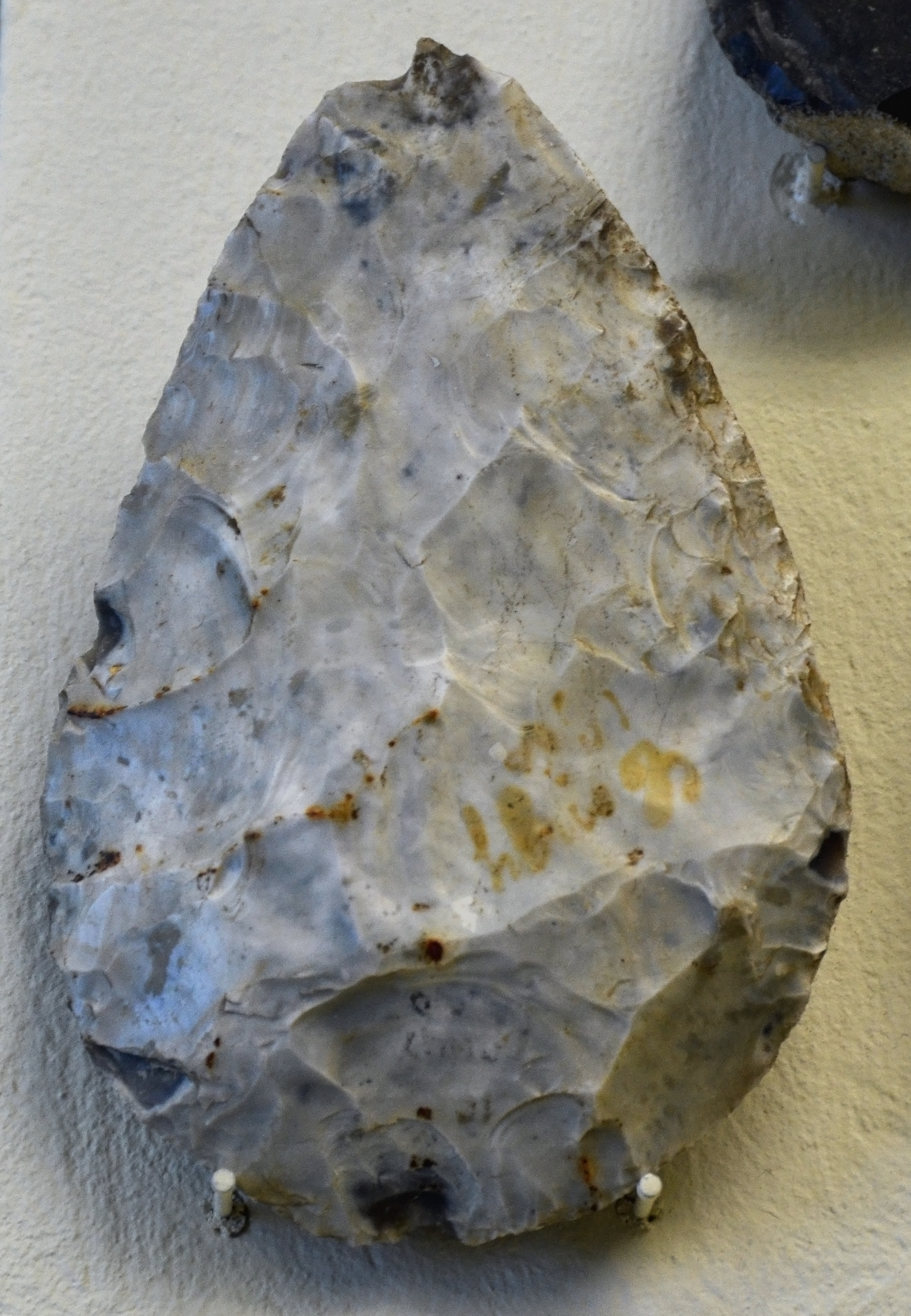
Biface cordiforme Moustérien conservé au Musée Saint-Rémi.

La première mention Congei date de 1131.

## Politique et administration

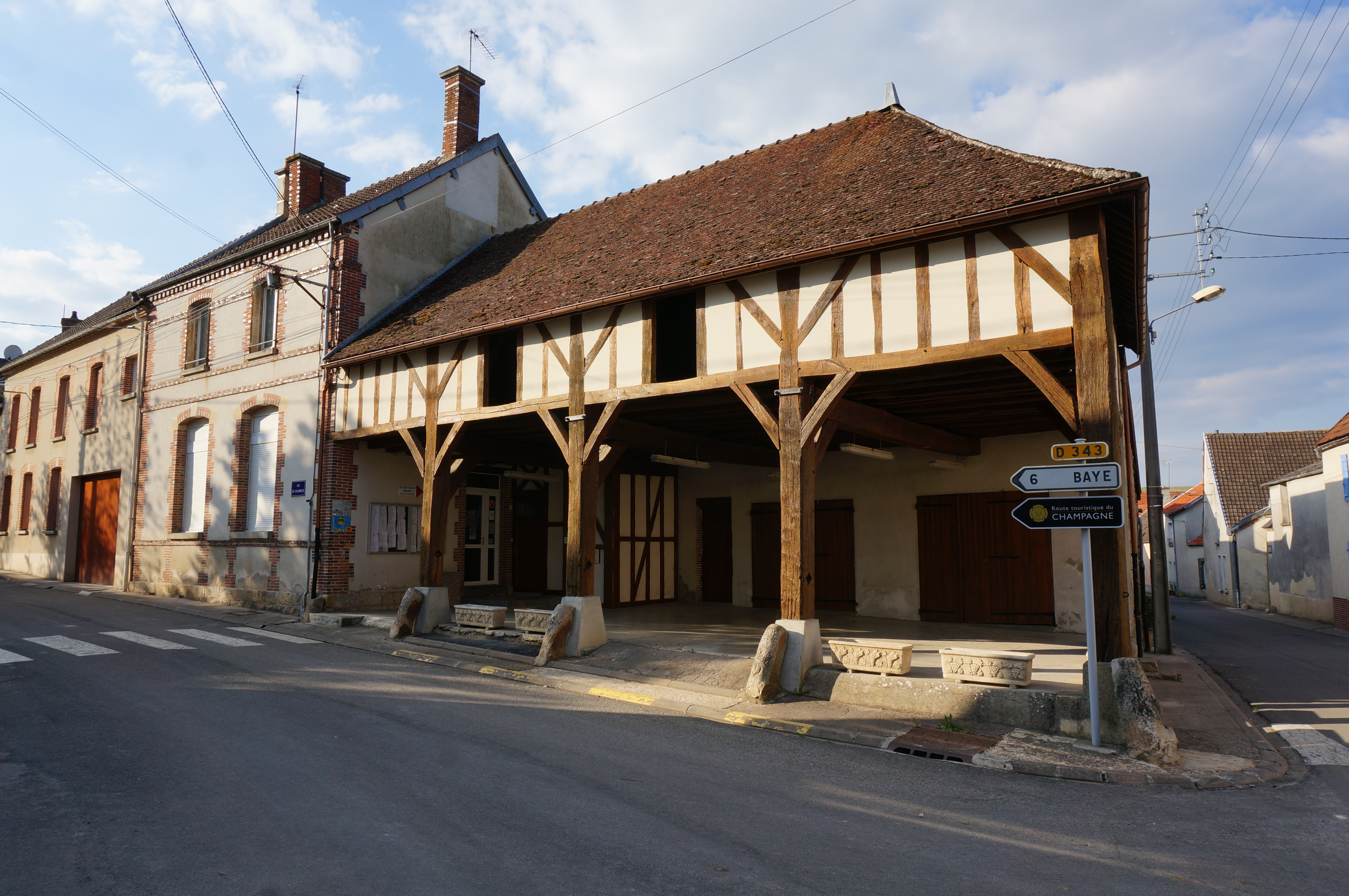
L'annexe de la mairie et la halle.

| Période                                  | Période                       | Identité             | Étiquette | Qualité                                                                    |
| ---------------------------------------- | ----------------------------- | -------------------- | --------- | -------------------------------------------------------------------------- |
| Les données manquantes sont à compléter. |                               |                      |           |                                                                            |
| 1989                                     | mai 2020                      | Roger Miguel,        |           |                                                                            |
| mai 2020                                 | En cours (au 2 décembre 2020) | Jean-François Moussy |           | Agriculteur Vice-président de la CC des Paysages de la Champagne (2020 → ) |

## Équipements et services publics

### Eau et déchets

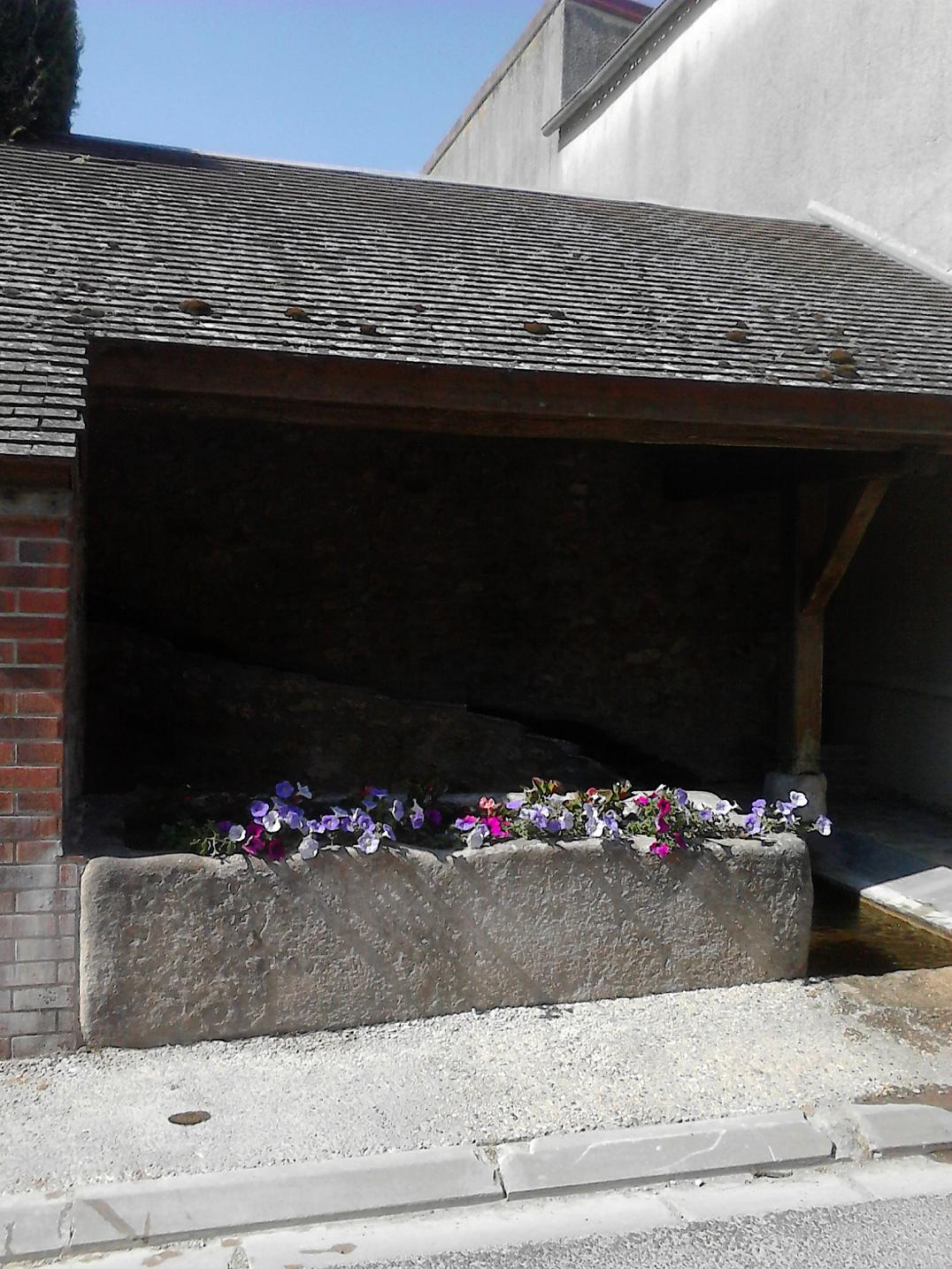
Le lavoir.

L'approvisionnement en eau potable et l'assainissement des eaux usées sont des compétences de la communauté de communes des Paysages de la Champagne. La commune de Congy est alimentée en eau potable par les captages de Coizard-Joches (Le Bas de l'Étang). La production et la distribution d'eau potable font l'objet d'une délégation de service public confiée à Suez jusqu'en 2029. Congy accueille une station d'épuration à filtre à roseaux et filtre à sable d'une capacité de 500 équivalent-habitants sur son territoire. L'assainissement collectif y est assuré en régie par la communauté de communes.
La communauté de communes est également compétente en matière de déchets. La collecte des ordures ménagères résiduelles et des déchets recyclables est réalisée en porte à porte. La communauté de commune adhérant au syndicat de valorisation des ordures ménagères de la Marne (SYVALOM), ces déchets sont amenés au centre de transfert départemental de Pierry puis valorisés sur le site de La Veuve. La collecte du verre et des textiles se fait en apport volontaire. La communauté de communes met par ailleurs six déchèteries à disposition de ses habitants, accessibles après création d'une carte d'accès : à Châtillon-sur-Marne, Damery-Venteuil, Fèrebrianges, Mareuil-le-Port, Montmort-Lucy et Trélou-sur-Marne.

### Enseignement
Congy fait partie de l'académie de Reims.
La commune dispose d'une école maternelle de 37 élèves et d'une école élémentaire 57 élèves, installées rue des Prés. Les écoles de Congy accueillent également les enfants de Bannay, Beaunay, Coizard-Joches, Courjeonnet, Étoges, Fèrebrianges, Talus-Saint-Prix et Villevenard.
Les jeunes de Congy sont ensuite rattachés au collège Lucie Aubrac de Montmort-Lucy et au lycée La Fontaine du Vé de Sézanne.

### Postes et télécommunications
La commune dispose d'une agence postale communale, installée place de la Mairie. Une boîte aux lettres de La Poste se trouve par ailleurs sur son territoire, rue Saint Remy.

### Justice, sécurité et secours
Du point de vue judiciaire, Congy relève du conseil de prud'hommes d'Épernay, du tribunal de commerce de Reims, du tribunal judiciaire, du tribunal paritaire des baux ruraux et du tribunal pour enfants de Châlons-en-Champagne, dans le ressort de la cour d'appel de Reims. Pour le contentieux administratif, la commune dépend du tribunal administratif de Châlons-en-Champagne et de la cour administrative d'appel de Nancy.
Congy est située en secteur Gendarmerie nationale et dépend de la brigade d'Étoges.
En matière d'incendie et de secours, le centre d'incendie et de secours le plus proche est celui de Montmort, rattaché au Service départemental d'incendie et de secours (SDIS) de la Marne.

## Population et société

### Démographie
L'évolution du nombre d'habitants est connue à travers les recensements de la population effectués dans la commune depuis 1793. Pour les communes de moins de 10 000 habitants, une enquête de recensement portant sur toute la population est réalisée tous les cinq ans, les populations de référence des années intermédiaires étant quant à elles estimées par interpolation ou extrapolation. Pour la commune, le premier recensement exhaustif entrant dans le cadre du nouveau dispositif a été réalisé en 2006.

En 2022, la commune comptait 256 habitants, en évolution de −1,16 % par rapport à 2016 (Marne : −1,19 %, France hors Mayotte : +2,11 %).
| 1793 | 1800 | 1806 | 1821 | 1831 | 1836 | 1841 | 1846 | 1851 |
| ---- | ---- | ---- | ---- | ---- | ---- | ---- | ---- | ---- |
| 560  | 491  | 547  | 568  | 623  | 647  | 641  | 690  | 720  |

| 1856 | 1861 | 1866 | 1872 | 1876 | 1881 | 1886 | 1891 | 1896 |
| ---- | ---- | ---- | ---- | ---- | ---- | ---- | ---- | ---- |
| 734  | 717  | 655  | 604  | 597  | 562  | 562  | 531  | 543  |

| 1901 | 1906 | 1911 | 1921 | 1926 | 1931 | 1936 | 1946 | 1954 |
| ---- | ---- | ---- | ---- | ---- | ---- | ---- | ---- | ---- |
| 562  | 539  | 477  | 429  | 433  | 423  | 393  | 412  | 416  |

| 1962 | 1968 | 1975 | 1982 | 1990 | 1999 | 2006 | 2011 | 2016 |
| ---- | ---- | ---- | ---- | ---- | ---- | ---- | ---- | ---- |
| 395  | 379  | 334  | 302  | 315  | 288  | 273  | 253  | 259  |

| 2021 | 2022 | - | - | - | - | - | - | - |
| ---- | ---- | - | - | - | - | - | - | - |
| 260  | 256  | - | - | - | - | - | - | - |

### Cultes
Pour le culte catholique, Congy dépend de la paroisse Saint-Alpin - Le Surmelin, au sein du diocèse de Châlons-en-Champagne.

### Médias
La presse écrite régionale comprend le quotidien L'Union et l'hebdomadaire L'Hebdo du vendredi.
Parmi les stations de radio locales, il est possible de citer Ici Champagne-Ardenne et Champagne FM.

## Culture locale et patrimoine

### Lieux et monuments
- Le menhir de l'étang de Chénevry est situé au lieu-dit Pierre-Fitte, au sud-est de la commune. Il est classé monument historique en 1889[46],[47].
- L'église Saint-Rémi date des XIIe et XIIIe siècles[48]. Elle possède une série de 4 verrières réalisées par le maitre verrier Auguste Hutin[49]. Elles représentent la vie de Jeanne d'Arc (baies 8, 10, 12, 14) et sont de style dit “ Néo Renaissance“[50].
- Le château de Congy à Congy 51270 - 1825.

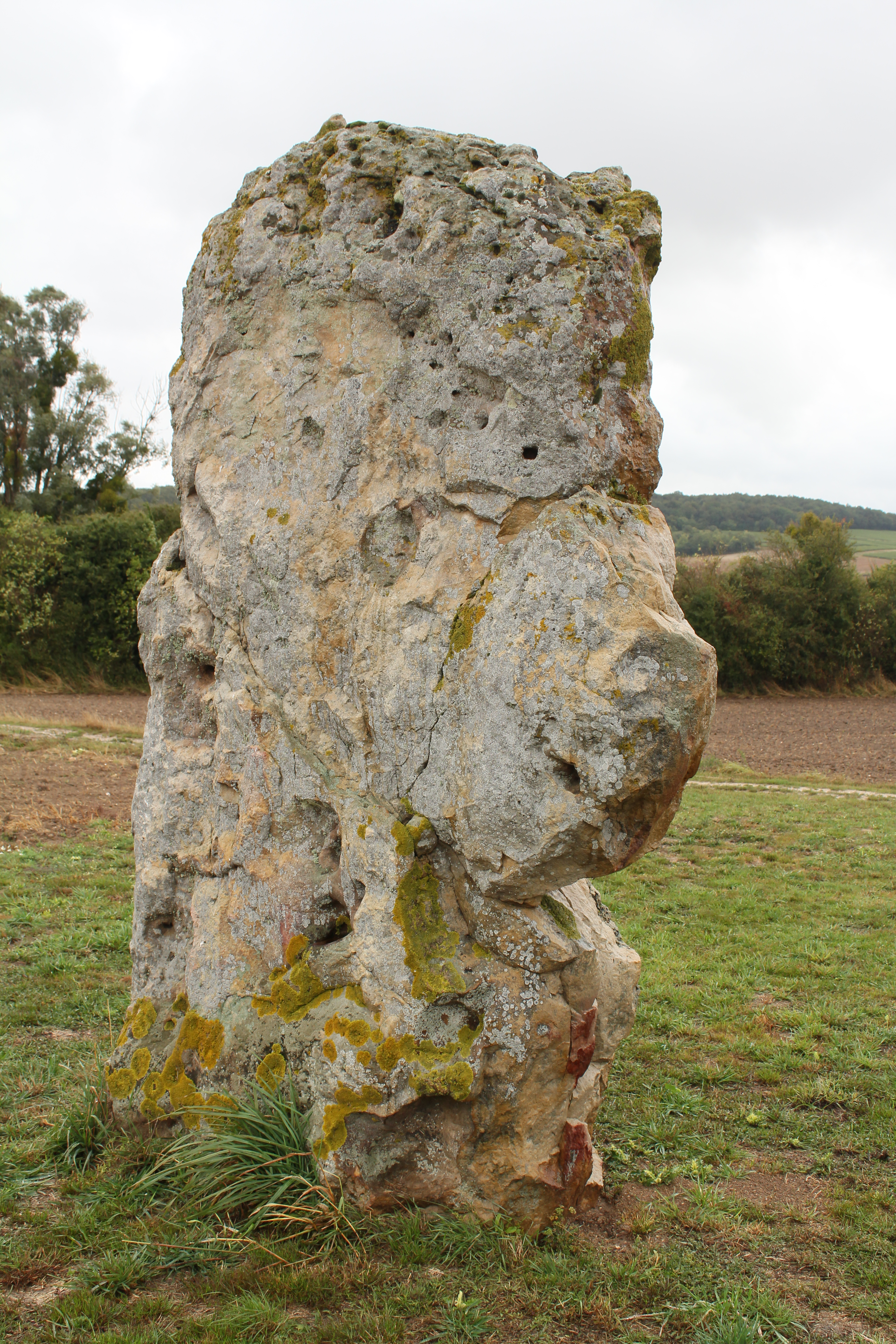
Le menhir de l'étang de Chénevry, vu du côté droit.
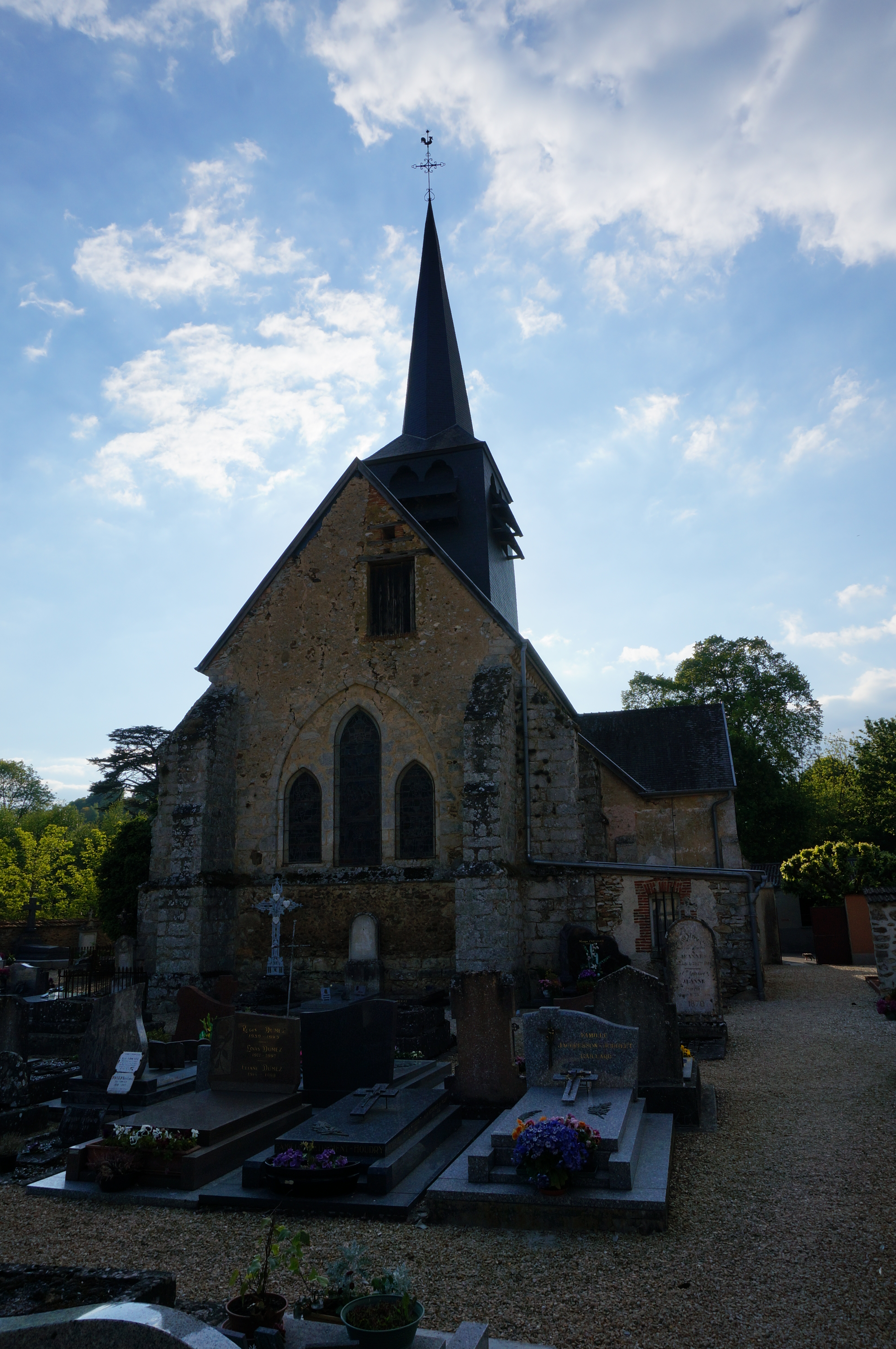
L'église et le cimetière.
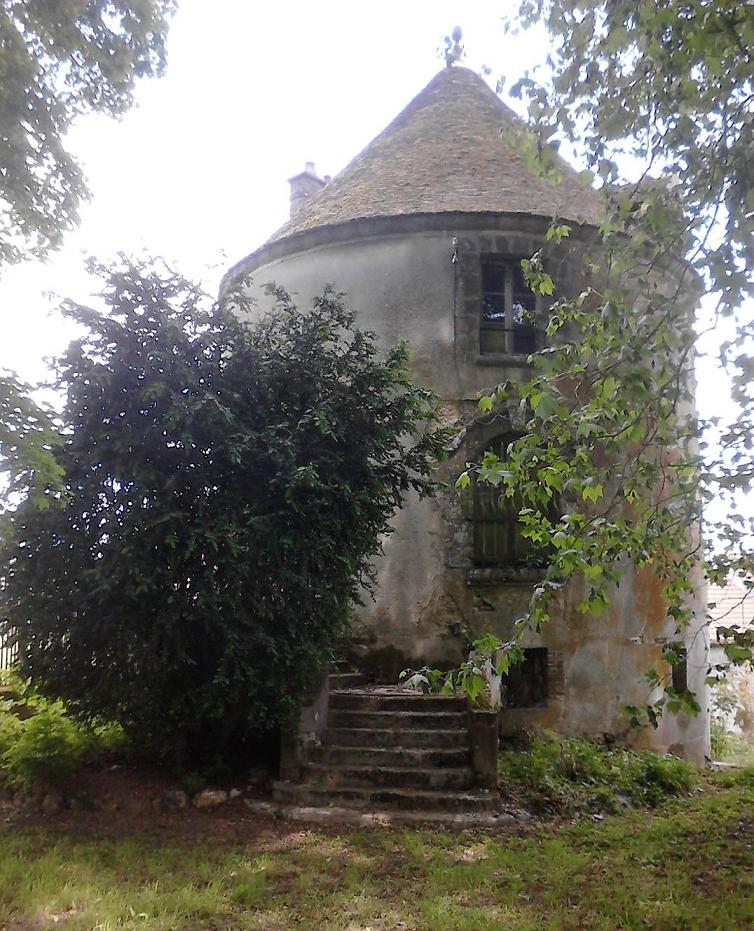
Le pigeonnier du château de Congy.

### Héraldique
| Armes de Congy | Les armes de la commune se blasonnent ainsi : d'or à la bande fuselée de gueules accompagnée, en chef, de trois fleurs de lys d'azur rangées en bande et, en pointe, d'un semé de billettes du même et d'un lion aussi d'azur brochant sur les billettes. |

### Personnalités liées à la commune

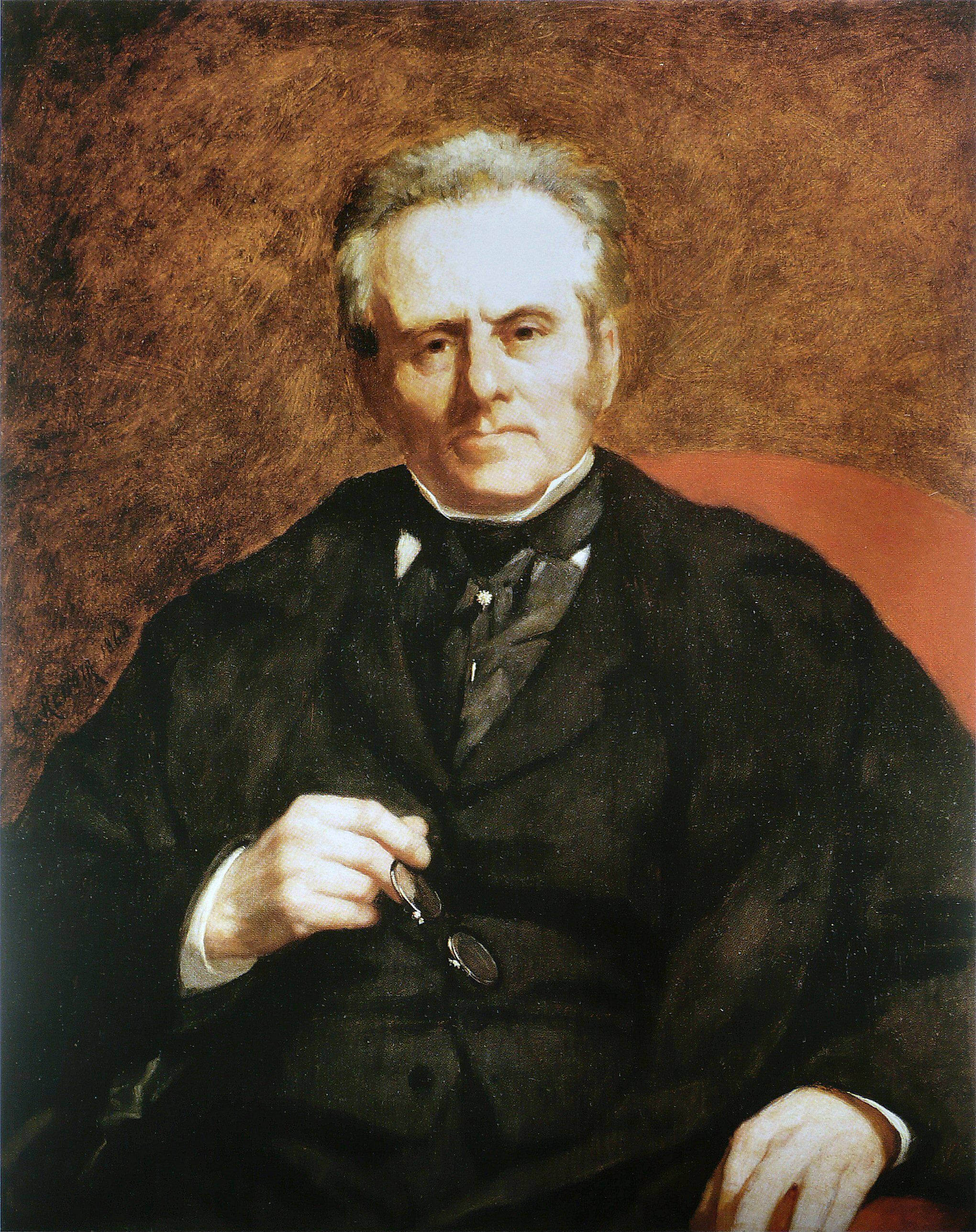
Portrait de William Sisley (1864), par Auguste Renoir (Paris, musée d'Orsay).

- William Sisley, le père du peintre Alfred Sisley est mort à Congy le 6 février 1879[51].